# فرودگاه جزیره لوپز
فرودگاه جزیره لوپز (به انگلیسی: Lopez Island Airport) یک فرودگاه همگانی بهره‌برداری هوایی است که یک باند فرود آسفالت دارد و طول باند آن ۸۸۵ متر است. این فرودگاه در کشور ایالات متحده آمریکا قرار دارد و در ارتفاع ۶۴ متری از سطح دریا واقع شده است.